# 볼리비아의 국장

볼리비아의 국장

볼리비아의 국장은 볼리비아를 상징하는 문장으로, 국장 가운데에 그려져 있는 타원 모양의 방패 바깥쪽 상단에는 "볼리비아"("Bolivia")라는 국명이 스페인어로 쓰여 있으며, 방패 바깥쪽 하단에는 10개의 별이 그려져 있다.
10개의 별은 볼리비아를 구성하는 9개의 주와 1879년에 일어난 태평양 전쟁에서 칠레에 빼앗긴 볼리비아의 옛 영토인 연안 지방을 의미한다. 방패 안쪽에는 포토시 산과 광산의 입구가 그려져 있으며, 산 위에는 떠오르는 태양이 그려져 있다. 산 반대쪽에 있는 평원에는 알파카가 그려져 있으며, 알파카 옆에는 나무와 밀이 그려져 있다.
알파카는 볼리비아를 상징하는 동물이며, 산과 평원의 대조는 볼리비아의 지리를, 나무와 밀은 나라의 자원을 의미한다. 방패 양쪽을 엇갈린 채로 게양되어 있는 여섯 개의 볼리비아의 국기가 감싸고 있으며, 방패 뒤쪽에는 엇갈린 채로 놓여 있는 네 개의 소총이 그려져 있다.
소총 옆에는 엇갈린 채로 놓인 두 개의 머스킷총이 그려져 있으며, 머스킷총 위에는 도끼와 빨간색 프리기아 모자가 올려져 있다. 방패 위쪽에는 월계수 가지가 장식되어 있으며, 월계수 가지 앞쪽에는 안데스 콘도르가 앉아 있다.
소총은 독립을 위한 투쟁을 의미하며, 도끼와 프리기아 모자는 자유의 상징이다. 월계수 가지는 평화의 상징이며, 콘도르가 방패 위쪽에 앉아 있는 것은 나라와 자유를 수호한다는 생각을 의미한다.